# Sibolga
Sibolga est un port de la côte occidentale de la province indonésienne de Sumatra du Nord. La ville a le statut de kota

## Histoire

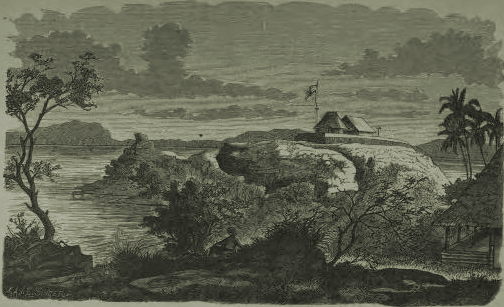
Gravure datée de 1878 représentant le fort de Tapanuli sur l'île de Poncan Ketek.
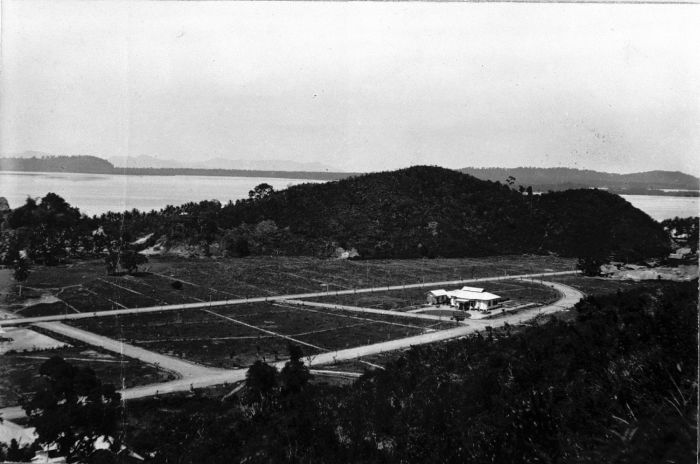
Vue de Sibolga et de la baie de Tapanuli entre 1900 et 1930.

## Tourisme
Sibolga est le port d'embarquement pour les îles de Simeulue et Nias. On y trouve de belles plages, dont celle de Pandan à 11 km de la ville. Au large de Sibolga se trouvent plusieurs îles, dont les îles Poncan.

## Religion
La ville est le siège du diocèse de Sibolga.